# آلما اوکرمارک
آلما ماتیلدا اوکرمارک (انگلیسی: Alma Åkermark; ۱۱ ژوئن ۱۸۵۳ – ۴ ژوئن ۱۹۳۳) اهل سوئد بود. او روزنامه‌نگار و سردبیر یک مجله سوئدی بود. وی یکی از بنیان‌گذاران مجله به پیش (Framåt) و در سال‌های ۱۸۸۶ تا ۱۸۸۹ سردبیر آن بود. او با امضای مارک مقاله می‌نوشت.

## زندگی‌نامه
پدر آلما اوکرمارک در شهر یوتبری یک معامله گر بود. او در مدرسه دخترانه معروف کریستینا شوگرنز در هالمستاد تحصیل کرد و بعدها کریستینا شوگرن نامادری او شد. پدرش را در شانزده سالگی ازدست داد و با کمک هزینه از طرف سون آدولف هدلوند توانست در سوئیس معلم موسیقی و نقاشی شود. او توانست به کمک خانواده هدلوند در مدارهای پیشرفته‌تری ارتقا پیدا کند.

## فعالیت‌ها
در سال ۱۸۸۴ انجمن زنان شهر یوتبری را تأسیس کرد، که اولین انجمن زنان شهر بود و سال بعد آلما اوکرمارک به سمت یکی از اعضای هیئت امنای این انجمن انتخاب شد.
او در سال ۱۸۸۶مجله «به پیش» را باتفاق هیمال آنگردـ استرندبری و ماتیلدا هدلوند بنیان نهاد. این مجله توسط انجمن زنان یوتبری منشر می‌شد. اوکرمارک یک سوسیال لیبرال رادیکال بود که از اصلاحات اجتماعی پشتیبانی می‌کرد و مقاله‌هایی را تحت عنوان مرکز مباحثه عمومی منتشر می‌کرد.
ازطریق مشارکت در مباحثات اخلاقی در مجله مذکور، مقالاتی را دربارهٔ تمایلات جنسی منتشر می‌کرد که از جنبش زنان تأثیر پذیرفته بود که در تضاد با جنبش بورژوائی قرار داشت. در سال ۱۸۸۶ او رمان پیروزی‌های پیرهوس را با امضا استلا کلاوه منتشر کرد که در آن یک زن فداکار برخلاف عرف اجتماعی از داشتن لذت جنسی پشیمان شده بود. این کتاب باعث جنجال بزرگی شد زیرا که با استاندارهای جنسی دوگانه معاصر در تضاد بود و لذا این مجله حمایت انجمن زنان را از دست داد، هرچند ماتیلدا هدلوند شخصاً از او حمایت کرد. او با حمایت خانواده هدلوند به ادامه کار مجله پرداخت. در نهایت مجبورشد به تنهایی آن را ادامه دهد. مجله به پیش ثابت کرد که برای زمان خود خیلی رادیکال و بحث‌برانگیز است.
کار این مجله در سال ۱۸۸۹پس از یک هجوم تبلیغاتی سازمان یافته و تحریم خوانندگان پایان یافت و آلما شغلش را ازدست داد.

## مرگ
او همراه همسرش برین‌هلم تلگرافیست، به شهر اوسیکاپونکی در فنلاند، مهاجرت کرد، در آنجا روزنامه نیا تاگ (Nya Tag) را تأسیس کردند که فقط چهارماه دوام داشت. در فنلاند همسرش درگذشت. اوکرمارک بیوه به یوتبری بازگشت، در آنجا در بیمارستان روانی بستری شد. پس از ترخیص از بیمارستان سوئد را به قصد ایالات متحده آمریکا ترک کرد، در آن جا او چندین سال زندگی کرد. در سال ۱۹۰۹ به سوئد بازگشت، و در سال ۱۹۳۳ درگذشت.